# Sonja Pekkola

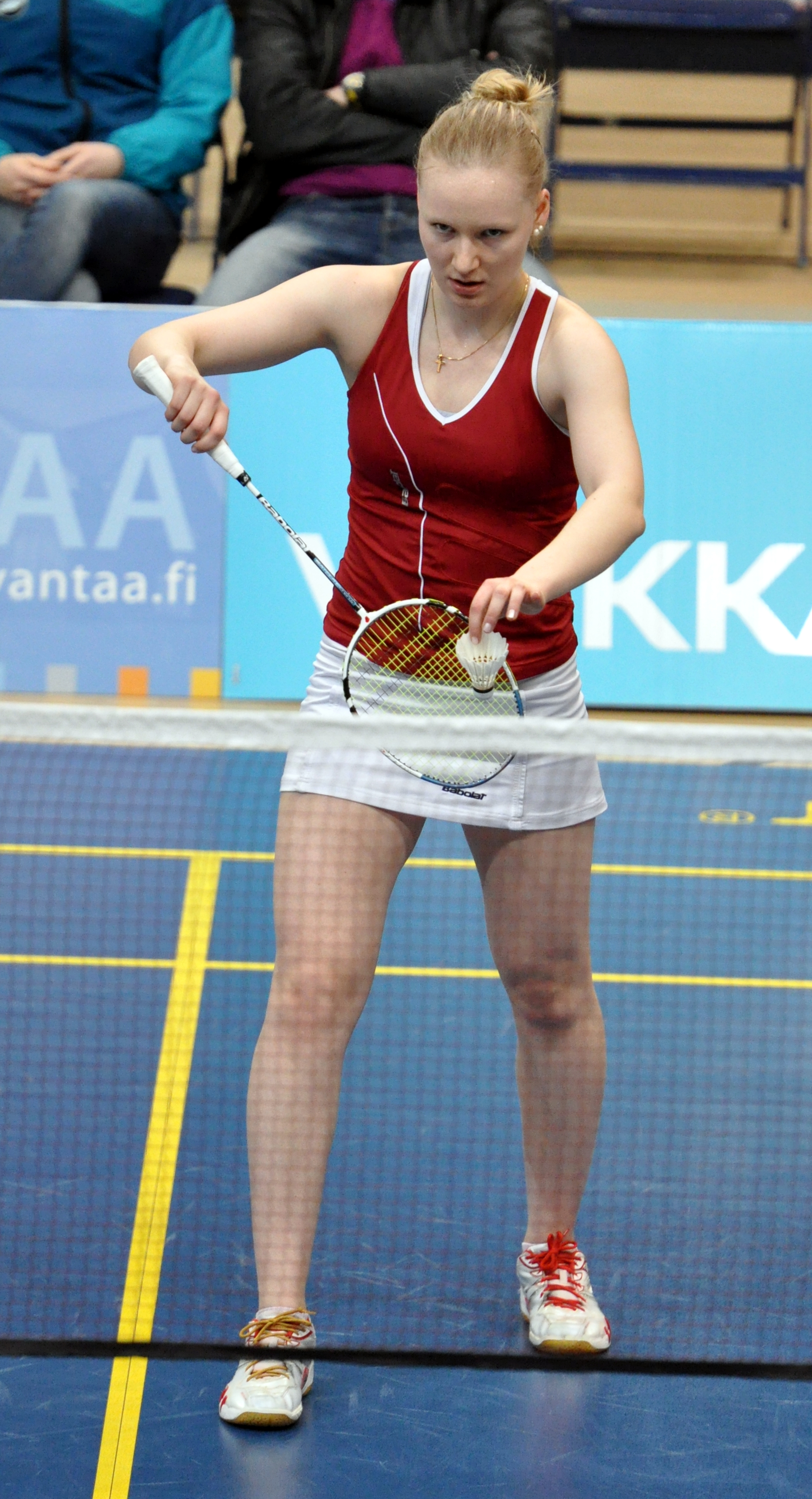
Sonja Pekkola

Sonja Pekkola (* 23. Mai 1993) ist eine finnische Badmintonspielerin. 

## Karriere
Sonja Pekkola nahm 2011 im Damendoppel und im Mixed an den Badminton-Juniorenweltmeisterschaften teil. Bei den Helsinki Open 2012 wurde sie Dritte im Damendoppel und im Dameneinzel ebenso wie bei den nationalen Titelkämpfen des gleichen Jahres. Dritte im Doppel wurde sie auch bei den Irish International 2012. 2013 gewann sie ihren ersten Meistertitel in ihrem Heimatland.